# Hämmerleinsmühle (Freihung)
Hämmerleinsmühle (Freihung) ist ein Weiler und Ortsteil der Marktes Freihung im Bezirk Oberpfalz im Landkreis Amberg-Sulzbach von Bayern.

## Geographische Lage
Hämmerleinsmühle liegt ca. 1100 m westlich von Freihung. Durch Hämmerleinsmühle fließt die Vils, die hier den Mühlenweiher bildet.

## Geschichte
Hämmerleinsmühle gehörte 1419 zum Vogteigericht Hahnbach. Mit Erlass vom 28. Juni 1818 gehörte Hämmerleinsmühle zur Ruralgemeinde Seugast, die am 1. Januar 1972 nach Freihung eingegliedert wurde.
In Hämmerleinsmühle wird im 15. und 16. Jahrhundert ein Eisenhammer genannt, der vom Wasser der Vils betrieben wurde.